# Sied van Riel
Sied van Riel (* 12. května 1978 Rotterdam) je Nizozemský DJ a producent hrající převážně Trance hudbu, nyní žije v nizozemském Spijkenisse. Je považován za velmi nadějného hudebníka a mluví se o něm, jako o hudební budoucnosti. Je to jeden z oblíbených producentů Armin van Buurena a podle Ferry Corstena je Sied jednička z nových trance objevů. Byl oceněn za nejlepší objev v Trance Awards 2008 v Londýně a byl představen na akcích po celém světě jako například na Trance Energy, Gatecrasher, Clourfest , Cream in Amnesia , Airport, a mnoha dalších. Před pár lety ještě neměl žádné studio, ale dnes je to velmi oblíbený a hlavně známý DJ a producent, samozřejmě používající špičkové vybavení. Na vrcholnou scénu se totiž dokázal propracovat neuvěřitelně rychle.

## Biografie
Jeho seznámení s taneční hudbou bylo v jeho 10 letech, když přes zeď sousedů poslouchal acid house, na kterém získal brzy závislost. Dlouhou dobu byl pouhý fanoušek taneční hudby, až do roku 2006, kdy vydal svůj první track Fearless. V roce 2007 se začíná jeho jméno pomalu "šplhat" do povědomí celého trancového světa. Vydává totiž skladby "Changing Places" a "Sigh", které vyšly na dnes již slavném labelu Liquid Recordings. V roce 2008 se definitivně dostal na hudební špičku. Vypustil do světa další skladby, bylo jich celkově 12 + remixy, které vydává nejen na labelu Liquid Recordings, ale také na 405 Recordings, které se také výrazně poznamenalo na jeho kariérním vzestupu. Také hledal domácí label pro jeho tvorbu a nakonec také podepsal smlouvu se Spinnin Records, na jejímž sublabelu 2 play začne vydávat velmi úspěšné skladby. Obrovský úspěch zaznamenal jeho track "Rush" vycházející na hudebním gigantu Black Hole Recordings. Tento track byl zařazen i do Tiestové komplikace ISOS 7. Nutno se také poohlédnout za jeho remixy, které vycházely na dalších světoznámých labelech, mezi nimi i jeden ze sublabelů nejproduktivnějšího a největšího labelu světa - Armada. Zúčastnil se také charitativního projektu Dance4Life, kterého se v roce 2008 stal i ambasadorem. Zkrátka rok 2008 byl jeho rokem.
V roce 2009 svůj talent jen potvrdil. Hned jeho první vydání, skladba Mongoosed byla podle mnoha světových DJů, jako např. Ferry Corsten, jedna z nejúspěšnějších trance skladem roku 2009. Obrovský úspěch zaznamenaly také jeho remixy a také ke konci roku vydaná skladba All Rise na Spinnin Records. Vydal také svoji první komplikaci s názvem In Riel Time. V roce 2009 se také začal pravidelně umísťovat v mnoha prestižních DJských anketách a oceněních na velice slušných pozicích.
Rok 2010 začal hned na labelu Liguiq Recordings vydáním dvou skladeb All I Need a 12 Hz , které se staly hned jedny z nejúspěšnějších trance skladeb začátku roku 2010. Obrovský úspěch zažil na největší trancové akci - Trance Energy, ale skvěle si vedl i na mnoha jiných akcích. Dále také připravuje vydání své další skladby společně s Racon 6, která ponese název Radiator a Dark Star, kterou připravuje společně s Leonem Bolierem.
Připravije také druhé vydání své komplikace In Riel Time, jejíchž vydání je očekáváno v létě.

## Radioshow
Po mnoha vystoupení v rámci radioshows (včetně Ministry of Sound ve Velké Británií, Sunshine Live Maximal v Německu a Radio 538 v Nizozemsku) Sied zahájil svou vlastní radio show Rielalistic. Premiéra se vysílá každé čtvrté pondělí v měsíci na jednom z největších trance rádií - AH.fm , ale Rielalistic také s opakováním běží na různých internetových a FM stanicích po celém světě, a to jistě ihned ladí každý věrný posluchač.

## Diskografie

### Singly
- 2006 Fearless (Subtraxx Digital)
- 2006 My Dreams (Expedition Music)
- 2007 Changing Places (Liquid Recordings)
- 2007 Sigh (Liquid Recordings)
- 2008 Dirty Volum (A State Of Trance) (Jako součást skupiny Simadith Project)
- 2008 Closer To You (2 Play Records)
- 2008 Contrasts (2 Play Records)
- 2008 Malibeer (Liquid Recordings)
- 2008 With The Flame In The Pipe (Liquid Recordings)
- 2008 Minimal Symphony (Liquid Recordings)
- 2008 One / Two (Liquid Recordings)
- 2008 Riel People (405 Recordings)
- 2008 Riel People Know (Captive)
- 2008 Rush (Black Hole Recordings)
- 2008 What You Want (Liquid Recordings)
- 2008 You Are My Dreams (Liquid Recordings)
- 2009 Mongoosed (Liquid Recordings)
- 2009 Sunrise (Black Hole Recordings)
- 2009 All Rise (Spinnin Records)
- 2010 All I Need / 12 Hz (Liquid Recordings)

### Remixy
- 2006 Corydalics - Along Overmind (Subtraxx Digital)
- 2006 Airbase - Sinister (First Second Records)
- 2007 Jonas Steur - Level Up (Black Hole Recordings)
- 2007 Robert Gitelman & Michael Tsukerman - Memories Of The Future (Adjusted Music)
- 2007 Adam White - Never Tell What You Think (Emalodic Records)
- 2007 Miika Kuisma - One Step Behind The Mankind (Subtraxx Digital)
- 2007 Misja vs Jazper - Project: Project (Adjusted Music)
- 2007 B.E.N. vs Digital Nature Feat. Brandon A. Godfrey - Save Me God (Total Digital Recordings)
- 2007 Amex - Spirals (Real Music Recordings)
- 2007 Leon Bolier - Summer Night Confessions (2 Play Records)
- 2008 Destination X - Dangerous (Lyon Echo)
- 2008 Claudia Cazacu - Elite (Couture)
- 2008 Offer Nissim Feat. Maya - For Your Love (Star 69 Records)
- 2008 Ashley Wallbridge Feat. Meighan Nealon - I Believe (Lyon Echo)
- 2008 Jose Amnesia Feat. Jennifer Rene - Invincible (Armind)
- 2008 Glenn Frantz - Melbourne (Deep End)
- 2008 Trebbiano - Mulberry Harbour (Black Hole Recordings)
- 2008 Alex M.O.R.P.H. - Walk The Edge (High Contrast Recordings)
- 2008 Artic Quest Feat. Anita Kelsey - Your Smile (Doorn)
- 2008 Blank & Jones - Where You Belong (Soundcolours)
- 2009 Armin van Buuren Feat. Jennifer Rene - Fine Without You (Armind)
- 2009 Store N Forward - Hello World (Afterglow Records)
- 2009 Carl B - How Things Could Have Been (Intuition Recordings)
- 2009 Cosmic Gate Feat. Emma Hewitt - Not Enough Time (Black Hole Recordings)
- 2009 Sean Tyas - I Remember Now (Future Sounds of Egypt Recordings)
- 2009 Ferry Corsten - Shanti (Flashover Recordings)
- 2009 Jesse Voorn - 4 Music 4 Life (Kingdom Kome Cuts)
- 2009 Richard Durand - Silver Key (Magik Muzik)